# Gotthilf Heinrich von Schubert
Gotthilf Heinrich von Schubert (Hohenstein-Ernstthal, Alemania, 26 de abril de 1780-Laufzorn, Oberhaching, Alemania, 30 de junio de 1860) fue un médico, botánico y naturalista alemán.

## Biografía
Empezó estudiando teología, pero se cambió a medicina y se estableció como médico en Altenburgo, Turingia. Sin embargo, pronto dejó su consultorio y se dedicó a la investigación en Dresde.
Dio renombradas clases sobre algunas ciencias consideradas marginales, como el magnetismo animal, la clarividencia y el estudio de los sueños.
En 1819 ocupó la cátedra de historia natural en Erlangen, donde estudió botánica, geognosia, mineralogía y silvicultura.
En 1827 se trasladó por última vez, a Múnich, donde fue nombrado profesor y se encontró con Lorenz Oken, que se convertiría en su más destacado oponente.
Schubert pretendía crear una interpretación del cosmos con fundamento religioso. Su obra maestra El Simbolismo de los sueños (1814) fue uno de los libros más famosos de su época, influyendo a E. T. A. Hoffmann e incluso a Sigmund Freud y C. G. Jung. Schubert abogaba por una «Cristiandad despertada» ecuménica, que encontrara evidencias de Dios tanto en la naturaleza como en el alma humana.
Fue una de las principales figuras de la llamada Ilustración tardía, por su intento de aunar la Biblia con la filosofía de Schelling. En su Historia del alma (1830), Schubert intentó nuevamente fundir la filosofía de Herder y Schelling con la tradición cristiana, con escaso éxito.

## Obra
- Die Kirche und die Götter. Roman, 2 vols. 1804
- Ansichten von der Nachtseite der Naturwissenschaft. Arnold, Dresde 1808 en línea
- Handbuch der Naturgeschichte. 1813 à 1823
- Die Symbolik des Traums. 1814 en línea
- Altes und Neues aus den Gebiete der inneren Seeienkunde, cinco vols. 1817 a 1844
- Die Krankheiten und Störungen der menschlichen Seele. 1845
- Vermischten Schriften, dos vols. 1856-1860
- Con Johann Andreas Wagner (1797-1861) Neues systematisches Conchylien-Cabinet. 1829
- Die Geschichte der Seele Cotta, Stuttgart 1830; Nachdruck: Olms, Hildesheim 1961 en línea, edic. de 1833
- Naturgeschichte der Reptilien, Amphibien, Fische, Insekten, Krebstiere, Würmer, Weichtiere, Stachelhäuter, Pflanzentiere und Urtiere. Schreiber, Eslingen y Múnich 1890
- Unter Gottes Schirm. Francke, Marburg an d. Lahn 1986
- Stürme, Segel, Südseeinsel. Urachhaus, Stuttgart 1988
- La abreviatura «Schub.» se emplea para indicar a Gotthilf Heinrich von Schubert como autoridad en la descripción y clasificación científica de los vegetales.[1]